# Ferdinando II di Napoli
Ferdinando II Trastámara d'Aragona, meglio noto come Ferrandino o anche Ferrante II (Napoli, 26 giugno 1467 – Napoli, 7 ottobre 1496) fu re di Napoli dal 23 gennaio 1495 fino alla sua morte.
Era considerato un sovrano capace e riuscì a riconquistare i territori e la posizione politica persi dal padre, anche se questo sforzo alla fine gli costò la vita.

## Biografia

### Nascita
Ferrandino nacque il 26 giugno 1467 a Castel Capuano, residenza che re Ferrante aveva ceduto al figlio Alfonso e alla moglie Ippolita Maria Sforza quale dono di nozze. Sua madre Ippolita si trovò da sola a partorire, in quanto il marito era impegnato sul fronte di guerra in Abruzzo a combattere contro i fiorentini, mentre il suocero si trovava in Terra di lavoro. La nascita del principe nondimeno fu subito salutata con grande gioia, in quanto il regno aveva avuto il suo erede legittimo.
(Alessandro Cutolo, La nascita di Ferrandino d'Aragona in Storie minime,1963, p. 90.)

Fu battezzato il 5 luglio e gli furono imposti i nomi Ferdinando, in onore del nonno, e Vincenzo, per devozione della madre a San Vincenzo Ferreri. Fu poi chiamato - per distinguerlo dall'avo - con il diminutivo Ferrandino, o anche, popolarmente, Ferrando minore o Fernando.

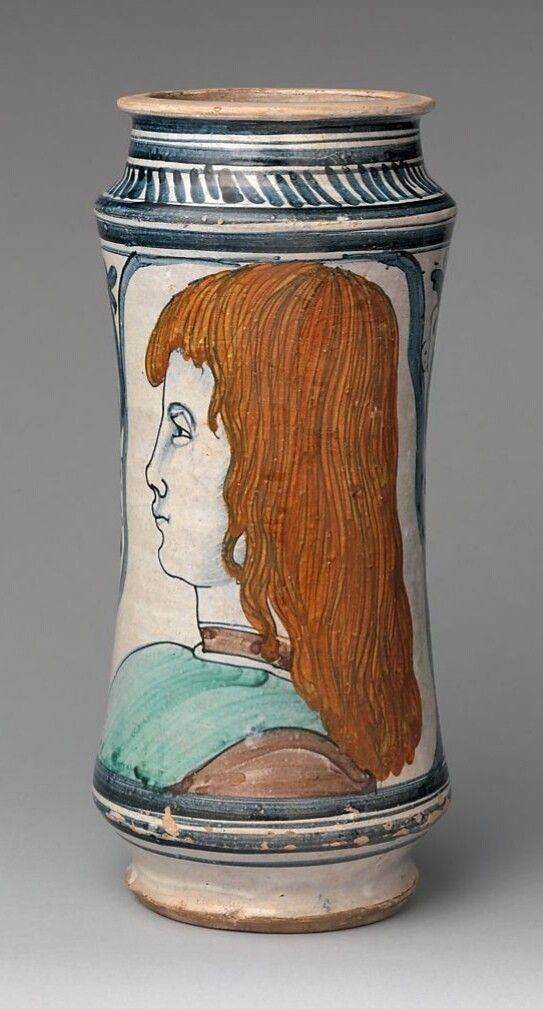
Albarello napoletano con probabile ritratto infantile di Ferrandino, allora principe di Capua. Anno 1475-1480 circa.

Le lettere della madre risalenti a questo primo periodo lo descrivono come un neonato sano, bello e capriccioso, difatti è Ippolita stessa ad informare la propria madre Bianca Maria Visconti che Ferrandino è "bello como una perla" ma "piacevole con ogni persona excepto con meco; ho speranza in brevi giorni deveneremo domestici et amici".
Nel 1475, dunque all'età di otto anni, il vescovo Sacramoro da Rimini lo descrive come "uno gentilissimo figliolo de la sua età, bello et ben saviolo".

### Gioventù
Ebbe come precettori, ma anche come consiglieri e segretari, Aulo Giano Parrasio, Gabriele Altilio e il Chariteo, che seguirono il loro allievo anche quando questi, ancora adolescente, fu chiamato a cimentarsi nell’arte della guerra.
All'età di quattordici il nonno Ferrante lo mise a capo di una spedizione militare diretta in Abruzzo, in qualità di luogotenente del re, con il compito di difendere i litorali dagli attacchi della flotta veneziana, quando, conclusa la riconquista di Otranto, si aprì un nuovo fronte di guerra fra Venezia e Ferrara (Guerra del sale, 1482-1484) e Ferrante dovette intervenire in difesa del genero Ercole I d'Este.
Negli anni successivi Ferrandino difese continuamente il regno, combattendo contro i baroni ribelli durante la seconda rivolta baronale che tra il 1485 e il 1486 mise molto in difficoltà re Ferrante.
Giovanni Sabadino degli Arienti narra di un certo suo incidente avvenuto in un giorno imprecisato, ma poiché lo scrittore lo colloca alcuni mesi prima della morte di Ippolita Maria Sforza, sarebbe da fare risalire a quando il giovane principe aveva circa vent'anni. Accadde dunque che Ferrandino "per grandeza et prestantia de animo, travagliando uno gagliardo cavallo, quello li cade addosso, per modo che fu levato credendosi fusse morto". Il principe sarebbe allora rimasto in coma per tredici giorni, fino a quando la madre Ippolita, piangendo e invocando devotamente l'aiuto della Vergine con infinite preghiere, ottenne che "li smarriti, o forsi perduti spiriti retornarono ne lo exanimato corpo del figliuolo". Sebbene la vicenda risulti inverosimile si ha notizia da parte degli ambasciatori di una sua rovinosa caduta da cavallo avvenuta nell'estate del 1486: inizialmente al principe parve di non essersi fatto nulla, infatti non volle farsi medicare, poi però fu assalito da una grande febbre e stette in pericolo di vita. Poiché era ormai dato per morto e senza più speranza di guarigione, fu "opinione de tucto lo populo" che fossero state le "orationi infinite fece fare la Ill.ma madamma duchessa sua madre" a liberarlo dal male. Come ex voto il padre Alfonso fece fare un'immagine in argento del principe e la donò alla chiesa di Santa Maria di Loreto, dove si era recato a richiedere la grazia.
 Fra' Bernardino da Rende riferisce invece di due sue malattie, occorse in data imprecisata: una prima in concomitanza con quelle altrettanto gravi del padre e del nonno, e una seconda singola. In entrambi i casi Ferrandino fu in fin di vita e ottenne di essere risanato in grazia delle interminabili preghiere, delle processioni e dei pellegrinaggi indetti dalla madre Ippolita, la quale ella stessa si recò scalza fino a Sorrento attraverso la montagna. Essendo stato risanato, Ferrandino, seppure ancora "tenniro e delicato como un giglio, andò menzo a cavallo e menzo a piede" a raggiungere la madre presso la chiesa di Santa Maria a Rivo di Casa Arlana.

### L'invasione francese
Alla morte del fratello minore Pietro, avvenuta per malattia nel 1491, egli rimase l'unico figlio maschio legittimo del padre Alfonso. La sorella, Isabella, era andata sposa a Gian Galeazzo Sforza, duca di Milano. Il ducato di Milano era però da anni sotto la reggenza di Ludovico il Moro, che non era intenzionato a cedere il governo al nipote neppure quando quest'ultimo raggiunse la maggiore età. Alfonso intendeva venire in soccorso della figlia Isabella dichiarando guerra al Moro, ma Ferrante, più cauto, si impegnò per evitare il conflitto. Il Moro infatti, fratello di Ippolita (madre di Ferrandino) e marito di Beatrice d'Este (nipote e figlia adottiva di Ferrante, nonché cugina di Ferrandino e Isabella), era in un certo qual modo imparentato con la casa d'Aragona e Ferrante con questa scusa scelse la via della neutralità, dichiarando di amare entrambe le nipoti alla stessa maniera.
Il vecchio Ferrante morì il 25 gennaio 1494. Gli succedette Alfonso II, il quale non tardò a dichiarare guerra al Moro. Quest'ultimo rispose alla minaccia lasciando via libera al monarca francese Carlo VIII di discendere in Italia per riconquistare il regno di Napoli, che riteneva usurpato dagli Aragonesi agli Angioni napoletani.
Alfonso affidò la flotta al fratello Federico e l'esercito di terra al figlio. In qualità di capitano supremo dell'esercito, Ferrandino seppe imporre ai propri uomini ordine e disciplina. Sotto minaccia di pena di morte vietava ai soldati di abusare le donne. Nel settembre-ottobre sostò con le truppe in Romagna, dove ricercò - con espedienti non meno seduttivi che politici - l'alleanza di Caterina Sforza, signora di Forlì e Imola, essendo lo stato di costei luogo importante di transito verso Napoli.

Le fonti lo descrivono sempre impaziente di scontrarsi con i francesi e di mettere alla prova le proprie capacità belliche. Difatti trovandosi nei pressi di Imola, il 16 settembre 1494, "con lo elmetto in testa et la lanza su la cossa" scese a sfidare apertamente i francesi, e vedendo che il nemico non lasciava l'accampamento "mandò alcuni balestrieri lizieri a invitarlo fino a mezzo miglio a presso; et mai alcuno si appresentò". Due giorni dopo inviò un araldo al capitano nemico, Gianfrancesco Sanseverino d'Aragona conte di Caiazzo, a domandargli "se voleva venir rompere qualche lanza", con esito negativo. Ripeté allora la sfida al capitano francese, Robert Stuart d'Aubigny, e il francese stavolta accettò, ma il conte di Caiazzo impedì che si tenesse la prova e Ferrandino, deluso, dovette accontentarsi di piccole schermaglie.
(Aliprando Caprioli, Ritratti et elogii di capitani illustri, pp. 138-139.)
I francesi non accettavano battaglia campale poiché, di giorno in giorno, attendevano ad aumentare di numero. Essi studiarono inoltre il modo di distogliere dalla contessa Caterina dall'alleanza aragonese, come voleva lo zio Ludovico il Moro. A provocare la rottura fra i due fu poi il cosiddetto sacco di Mordano, avvenuto tra il 20 e il 21 ottobre: attorno alla città di Mordano si erano radunati tra i quattordicimila ai sedicimila francesi per cingerla d'assedio e al contempo per prendere in trappola Ferrandino, il quale disponendo di un minor numero di uomini sarebbe stato quasi sicuramente sconfitto.
Egli perciò, su consiglio dei propri generali, decise di non rispondere alle richieste di aiuto della contessa. Stando al cronista Antonio Grumello Pavese, invece, Ferrandino si addolorò molto alla notizia del sacco e predispose l'esercito per attaccare battaglia al Sanseverino, ma quest'ultimo - avendo conosciute le sue intenzioni per mezzo di spie - spostò le proprie truppe segretamente e si fortificò in "boni bastioni", cosicché Ferrandino "di mala voglia" dovette desistere. Caterina passò dalla parte dei francesi, rompendo l'alleanza con i napoletani, e pertanto Ferrandino, appresa la notizia, sotto una pioggia dirotta fu costretto a lasciare Faenza con i propri uomini e a mettersi sulla via per Cesena.
(Leone Cobelli, "Cronache Forlivesi", citato in Caterina Sforza, Pier Desiderio Pasolini, 1913, p. 345.)
Dopo avere lasciato la Romagna, Ferrandino si recò a Roma ad esortare papa Alessandro VI "a star costante et saldo, et a non abbandonar el re suo padre". Ma il Papa, riluttante, cedette infine anch'egli ai francesi, ma gli offrì un salvacondotto con il quale avrebbe potuto attraversare indisturbato l'intero Stato Pontificio così da tornarsene a Napoli. Ferrandino rifiutò e l'ultimo giorno dell'anno se ne uscì per la porta di San Sebastiano, proprio mentre da quella di Santa Maria del Popolo entrava re Carlo VIII con l'esercito francese.
(Aliprando Caprioli, Ritratti et elogii di capitani illustri, p. 139.)

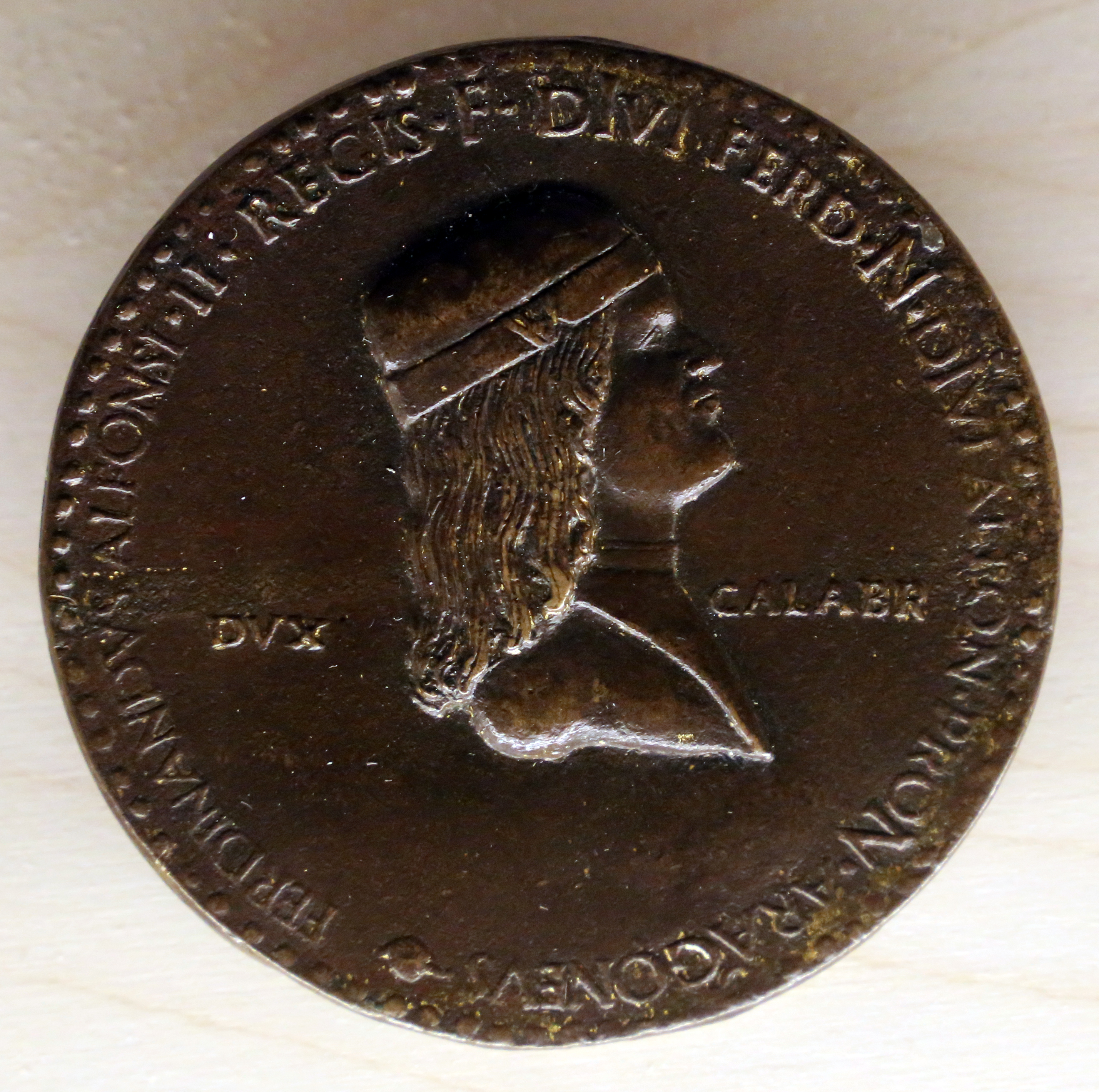
Medaglia di Ferrandino duca di Calabria, Adriano Fiorentino, datata 1494.

Con l'avvicinarsi delle truppe nemiche, Alfonso II, conoscendo di essere profondamente odiato dal popolo napoletano e dalla nobiltà a seguito della congiura dei baroni, pensò di assicurare maggiore stabilità al trono e alla discendenza abdicando in favore del giovane Ferrandino ed egli ritirarsi a vita monastica presso il monastero di Mazzara in Sicilia. Questa decisione sarebbe stata maturata a seguito dell'apparizione del fantasma del padre Ferrante a un suo medico, al quale il defunto re avrebbe detto di abbandonare ogni speranza, perché la casa d'Aragona era destinata a estinguersi per l'enormità dei propri peccati.
che si vede nel regno incoronato. 

L'ardir, la gioventù gli scalda el petto,

desideroso di salvar suo stato,

prese partito e fe' questo concetto:

di non voler in casa esser serrato,

ma come nuovo re francho e potente

di farsi incontra a la nemica gente.»
(Gerolamo Senese. La venuta del Re Carlo con la rotta del Taro (1496-1497). Guerre d'Italia in ottava rima (II 4.8:58))
A differenza del padre, temutissimo, Ferrandino era molto amato da tutta la popolazione "per essere human et benigno re", qualità che dimostrò sin da subito, restituendo, nonostante la situazione di profonda crisi economica, ai legittimi proprietari le terre ingiustamente sottratte dal padre per la costruzione della villa di Poggioreale, alle monache della Maddalena il convento che Alfonso aveva loro espropriato per la costruzione della villa detta della Duchesca, e parimenti restituendo la libertà a coloro che da anni languivano nelle malsane prigioni del castello. "El Re Alfonso è a Palermo, mal visto da ogn'un, - scrive Malipiero - così come 'I Re Ferando so fio è molto amado per la sua liberalità e piacevolezza". Sfidò a duello il re Carlo VIII per decidere alla vecchia maniera a chi spettasse il possesso del regno, ma il monarca francese non volle affrontarlo.
Malgrado ciò, le città iniziarono a darsi spontaneamente ai francesi e i capitani e i generali a favorirne l'avanzata. Tornato a Napoli da Capua, Ferrandino lamentava che la Fortuna gli fosse avversa e che stesse perdendo il regno "senza aver rotto una lancia". Quando poi gli fu riferito che il popolo stava saccheggiando le sue scuderie, infuriato, con un manipolo di uomini accorse sul luogo con lo stocco sguainato e si mise a rimproverare veementemente i saccheggiatori, ferendone alcuni e recuperando un certo numero di cavalli.
Avendo ormai compreso che la situazione era irreparabile, Ferrandino decise di allontanarsi da Napoli in cerca di rinforzi. Prima d'imbarcarsi alla volta di Ischia con la famiglia, convocò però l'intero popolo e promise loro che sarebbe tornato nel giro di 15 giorni e che, se così non era, potevano considerarsi tutti quanti sciolti dal giuramento di fedeltà e di obbedienza fatto nei suoi confronti.

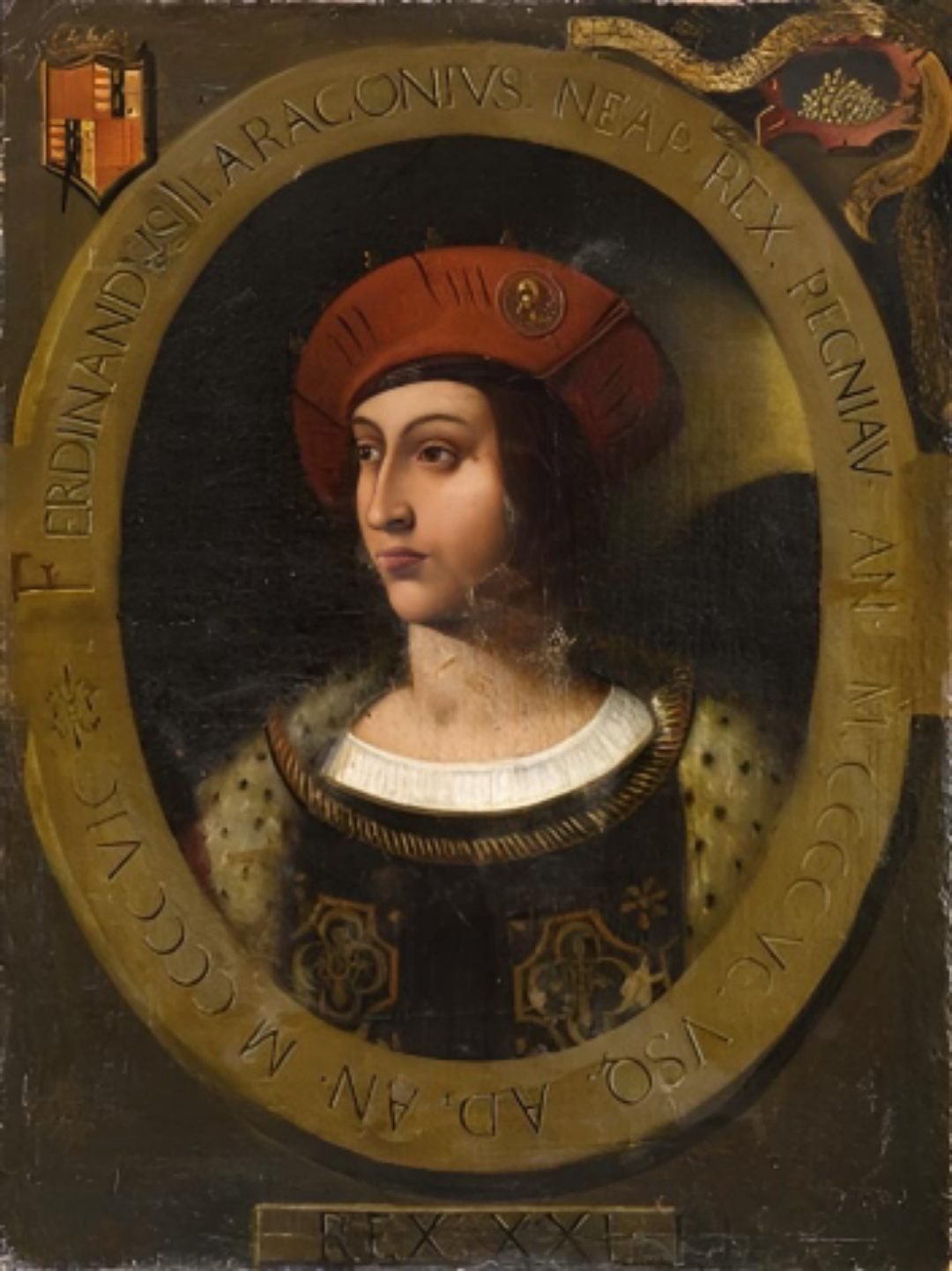
Ritratto postumo di Ferrandino, scuola italiana del diciassettesimo secolo.

Famoso rimase il tradimento del castellano della fortezza di Ischia, Justo della Candida, che fece trovare alla famiglia reale le porte del castello sbarrate. Ferrandino allora, con il pretesto di porre al sicuro almeno la regina vedova Giovanna e la principessa Giovannella, secondo altre fonti chiedendo di parlamentare con il castellano, persuase Justo ad introdurlo nella fortezza in compagnia d'un solo uomo, non credendo ch'egli costituisse da solo un pericolo. Ferrandino invece, non appena se lo trovò di fronte, estrasse un pugnale e "se gli gittò addosso con tanto impeto che con la ferocia e con la memoria dell'autorità regia spaventò in modo gli altri che in potestà sua ridusse subito il castello e la rocca". Quindi, dopo averlo ucciso, gli mozzò la testa con un colpo di spada e fece gettare in mare il corpo, riprendendo così possesso del castello e della guarnigione.
(Aliprando Caprioli, Ritratti et elogii di capitani illustri, pp. 139.)

### Carlo VIII a Napoli

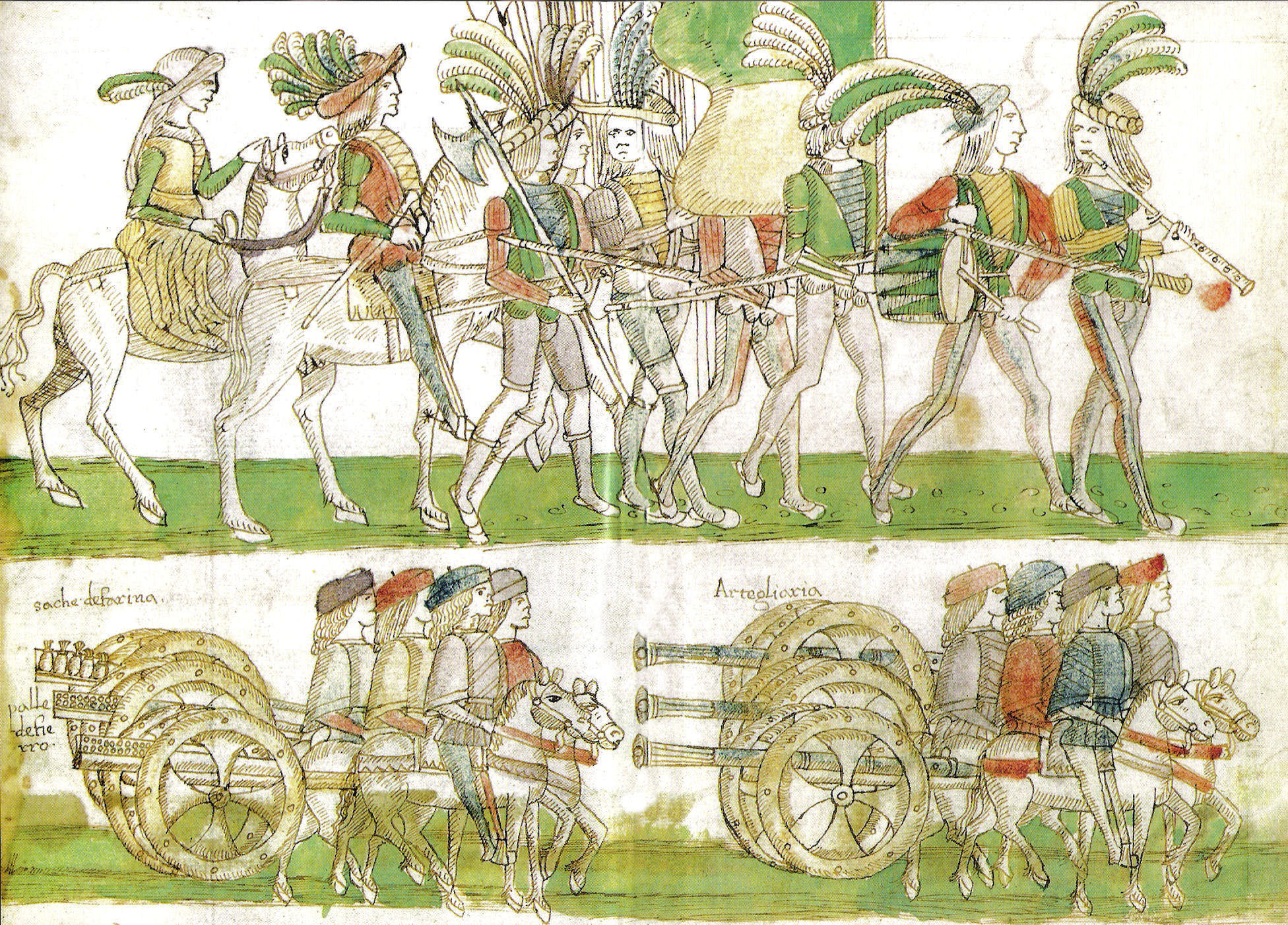
L'Ingresso dei francesi in Napoli (il 22 febbraio 1495), dalla Cronaca figurata del Quattrocento di Melchiorre Ferraiolo

I Francesi entrarono a Napoli il 22 febbraio 1495 e Carlo VIII prese dimora in Castel Capuano, l'antica reggia fortificata dei re normanni di Sicilia. Ormai padrone di Napoli, Carlo chiese di incontrare in colloquio il principe Federico e per tramite suo offrì a Ferrandino dei larghi possedimenti in Francia, a patto che rinunciasse a ogni pretesa sul regno di Napoli e alla dignità regale. Federico, il quale conosceva bene le intenzioni del nipote, subito rispose che Ferrandino non avrebbe mai accettato una simile offerta, poiché "era deliberato a vivere e morire da re, com'era nato".
Pur avendo molti sostenitori fra i nobili napoletani, soprattutto dal periodo angioino, e il controllo quasi totale del regno, Carlo non seppe sfruttare tali condizioni a suo favore e impose funzionari francesi ai vertici di tutte le amministrazioni. La debolezza delle sue scelte diede tempo e forza agli altri stati italiani di coalizzarsi contro lui e a Ferrandino di riorganizzare le armate napoletane.
Ai primi di maggio del 1495 una pesante sconfitta navale ad opera della flotta genovese (seconda battaglia di Rapallo) privò quasi totalmente Carlo del supporto navale necessario al trasporto delle pesanti artiglierie e alla logistica dell'esercito. Nello stesso mese il re di Francia, in seguito alle pulsioni filo-aragonesi del popolo napoletano e all'avanzare delle armate di Ferrandino nel Regno, comprese la necessità di lasciare Napoli e si avviò per rientrare in patria, dove riuscì a giungere nonostante la sconfitta subita ad opera delle forze della lega antifrancese nella battaglia di Fornovo.
e mora il Re di Franza piede storto!

E viva il Re Fernando e le Corone

e mora il Re di Franza imbriacone!

E viva il Re Fernando incoronato,

e mora il Re di Franza e sia squartato!

E il Re di Franza che ha male in calzone,

e tiene un naso come un corbellone,

E viva il Re Fernando e la bacchetta,

e mora il Re di Franza e chi l'aspetta!

Viva l'armata ognor vittoriosa,

e il forte braccio de lo Re Fernando.

Viva lo capitan de Saragosa;

Notte con giorni giammai non riposa,

combattendo i Franzesi tutti quante

ch'anno spiantato Ponente e Levante.»
(Canzone diffusa a Napoli ai tempi della cacciata dei francesi (1495). Riportata da Anne Denis nella sua opera "Charles VIII et les Italiens".)

### La battaglia di Seminara e la riconquista del Regno

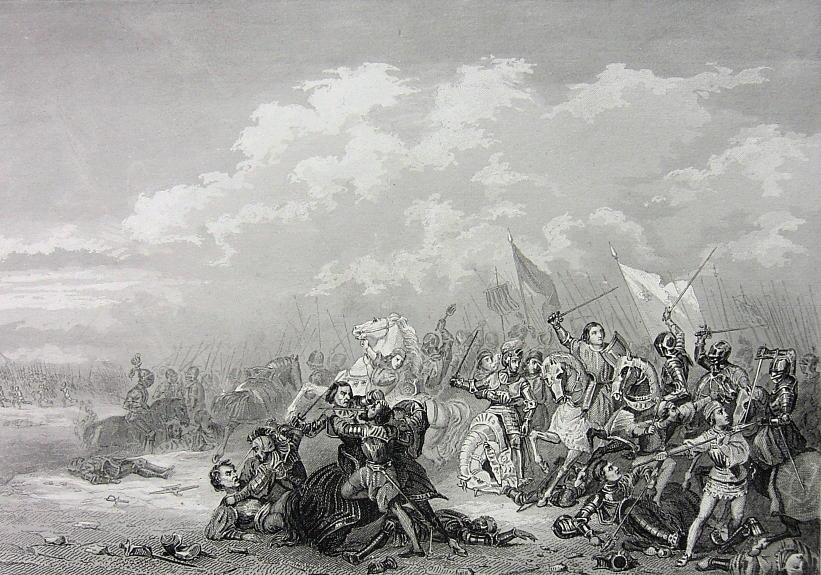
Il nobile Giovanni di Capua (il cavaliere sulla destra con scudo e spada levata) soccorre Ferrandino (sul cavallo bianco morente alla sua sinistra) disarcionato nel corso della battaglia di Seminara.

Ferrandino, che nel frattempo da Ischia si era portato a Messina, si unì a suo cugino, Ferdinando II d'Aragona, re di Sicilia e Spagna, che gli offrì assistenza nella riconquista del Regno. Il generale spagnolo Gonzalo Fernández de Córdoba giunse dalla Spagna con un piccolo esercito composto da 600 lancieri della cavalleria spagnola e 1.500 fanti: era stato scelto dalla regina Isabella per condurre il contingente spagnolo sia perché favorito di corte e anche in quanto soldato di fama considerevole nonostante la giovane età. De Córdoba giunse al porto di Messina il 24 maggio 1495, solo per scoprire che Ferrandino era passato in Calabria con l'esercito, portando con sé la flotta dell'ammiraglio Requesens, e aveva rioccupato Reggio. Anche da Córdoba passò in Calabria due giorni dopo.
Ferrandino condusse l'esercito alleato fuori dall'abitato di Seminara il 28 giugno e prese posizione lungo un torrente. Inizialmente il combattimento volse a favore degli alleati con i jinetes spagnoli che impedivano il guado ai gendarmi franco-svizzeri scagliando i loro giavellotti e ritirandosi, lo stesso metodo usato in Spagna contro i mori. Ferrandino combatté con grande valore, talché "parea fosse risuscitato quillo grande Ettore de Troia", però la milizia calabrese, presa dal panico, tornò indietro; sebbene Ferrandino tentasse di bloccare la loro fuga, i calabresi in ritirata furono attaccati dai gendarmi che erano riusciti ad attraversare il corso d'acqua trionfando. La situazione divenne presto disperata per le forze alleate: il re, facilmente riconosciuto dal lussuoso abbigliamento, fu duramente attaccato, disarcionato e minacciato dalle forze nemiche e sfuggì solo grazie al cavallo di un nobile, il cui nome dalle fonti è riportato alternativamente come Giovanni di Capua, fratello del Conte di Altavilla che diede la propria vita per ritardare i nemici in modo che Ferdinando potesse mettersi in salvo.

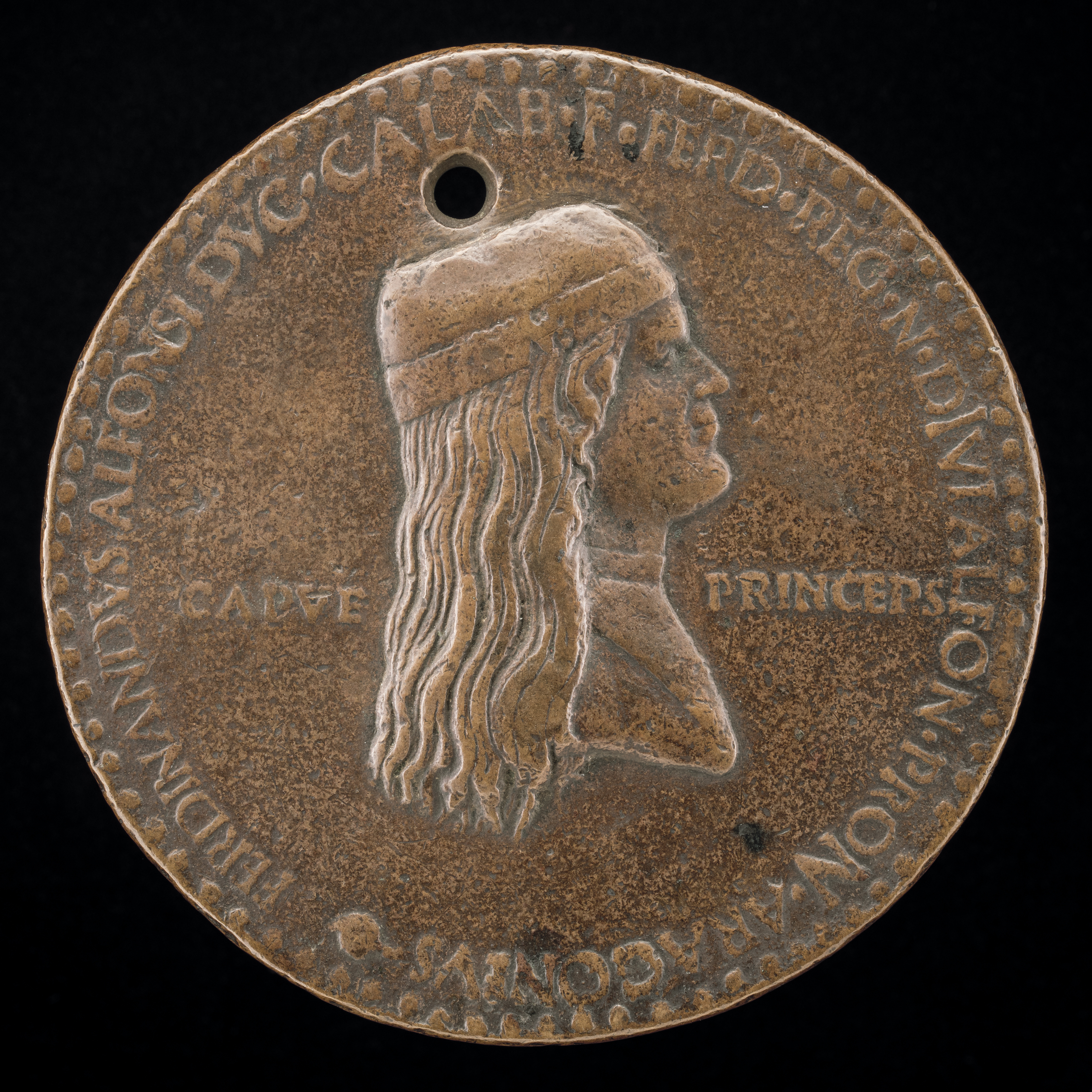
Medaglia di Ferrandino principe di Capua. Adriano Fiorentino, prima del 1494, National Gallery of Art, Washington

Nonostante la vittoria che le forze francesi e svizzere raccolsero sul campo di battaglia, Ferrandino, grazie alla lealtà del popolino, fu presto in grado di riprendere Napoli. De Córdoba, usando delle tattiche di guerriglia ed evitando accuratamente qualsiasi scontro con i temibili battaglioni svizzeri lentamente riconquistò il resto della Calabria. Molti dei mercenari al servizio dei francesi si ammutinarono a causa del mancato pagamento del soldo e ritornarono in patria, le rimanenti forze francesi furono intrappolate ad Atella dalle forze riunite di Ferdinando e del Cordova e costrette ad arrendersi. Già il 7 luglio, dopo avere sconfitto le ultime guarnigioni francesi, Ferrandino poté rientrare a Napoli, accolto dalla popolazione festante.
(Aliprando Caprioli, Ritratti et elogii di capitani illustri, pp. 139-140.)
Molte città, gentiluomini, mercanti, cittadini privati, università e monasteri si presentarono spontaneamente a Ferrandino offrendo soldati, denaro e gioielli a sostegno della sua causa, mentre il popolo di Napoli riuscì a racimolare la somma di 10.000 ducati, per un totale di circa 50.000 ducati. Solo gli argenti dei monasteri egli non volle accettare, in riguardo alla santità dei luoghi. Quando i conti Giovanni Paolo della Marra e Troiano Gentile, traditori e condannati a morte, essendo fuggiti furono catturati, Ferrandino li fece liberare e restituì loro i possedimenti confiscati, "cossa notevole et laudabile".

### La morte
Leggeri strascichi della guerra contro i soldati di Carlo VIII si trascinarono fino all'anno seguente, ma di fatto il regno era tornato saldamente nelle mani di Ferrandino, che poté così celebrare le proprie nozze con la zia Giovannella, appena diciottenne. L'evento dette scandalo per via della forte consanguineità fra i due - costei era la sorellastra di Alfonso II, nata dal secondo matrimonio di re Ferrante con Giovanna d'Aragona - ma il Papa aveva concesso la dispensa poiché Giovannella e Alfonso II avevano un solo genitore in comune, mentre la madre era diversa. In ogni caso la decisione fu presa poiché ciò avrebbe assicurato a Ferrandino il sostegno del re di Spagna, della quale la ragazza era nipote. Sanudo raccolse una voce per cui Giovannella sarebbe stata incinta del nipote già prima delle nozze, ma ella non partorì alcun figlio; anzi, Ferrandino era convinto di essere sterile.

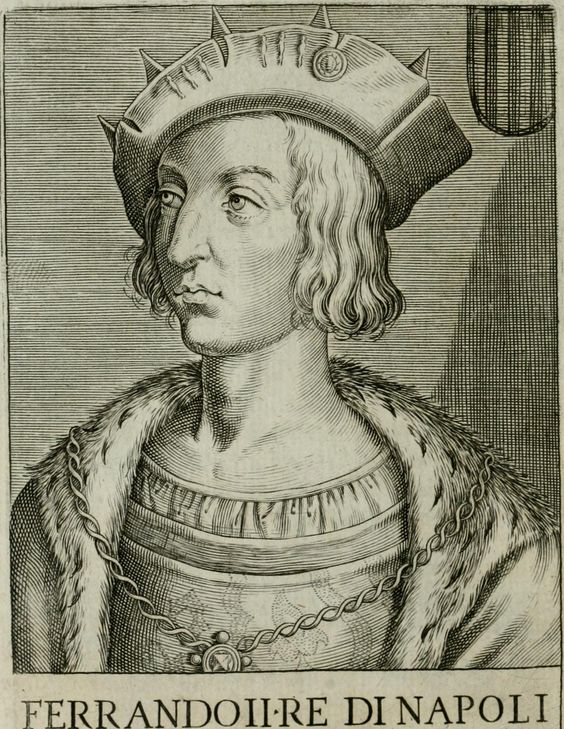
Ferrandino raffigurato nell'opera Ritratti di cento capitani illustri di Aliprando Caprioli, 1596

Le nozze furono celebrate a Somma, dove la coppia reale decise di fermarsi per qualche tempo. Il matrimonio, però, riuscì giusto a essere consumato poiché subito dopo Ferrandino, già in precedenza ammalatosi di malaria, la quale imperversava in quel tempo per la Calabria, ebbe una grave ricaduta che nel giro di pochi giorni lo condusse alla morte.
Scrive a tal proposito lo storico milanese Bernardino Corio: "Ferdinando, avendo quasi tutto ricuperato [...] unendosi a sua moglie che era l'infante di Napoli sua amica, sorella di Alfonso per parte di padre, e come innamorato di lei, prendendo amoroso piacere, si aggravò di più nell'incominciata malattia [...] e disperando della guarigione fu portato a Napoli, ove in età di ventinove anni con incredibile dolore de' suoi sudditi abbandonò la vita".
Avendo poi devotamente ottenuto l'estrema unzione, morì il 7 ottobre 1496 in Castel Capuano, dov'era stato trasportato in lettiga, fra il grandissimo compianto del popolo che aveva condotto in processione reliquie, fra cui il miracoloso sangue di San Gennaro, e lungamente pregato per la sua guarigione. Ancora in questi termini Giuliano Passaro, artigiano sellaiolo, descrive il cordoglio generale alla sua morte:

#### La successione
Di nuovo si diffuse la voce che Giovannella fosse gravida, ma anche questa volta era notizia falsa. La giovane, anch'essa febbricitante, si aggravò. Nel testamento - non si sa se e in che misura dettato dal moribondo - Ferrandino aveva istituito erede universale del regno don Federico, suo zio paterno. Quest'ultimo dunque, in assenza di eredi diretti, salì al trono con il nome di Federico I di Napoli, ultimo re napoletano della dinastia aragonese, il quale cedette poi il regno ai francesi.
Non mancò il sospetto che Federico avesse fatto assassinare il nipote per succedergli al trono, vendicandosi così anche dei soprusi subiti dal fratello Alfonso. Sebbene egli avesse mostrato grande dolore al funerale, la sua successione era già stata decisa - anche grazie alle manovre della regina vecchia Giovanna III - quando ancora il re morente era in vita, fin dal 2 ottobre. Era stata proprio quest'ultima a stabilire il trasporto in lettiga di Ferrandino da Somma a Napoli il 5 ottobre, per tranquillizzare il popolo, in seguito al quale trasporto il re si aggravò irrimediabilmente.

Secondo alcuni informatori, il dispiacere di Federico per la morte del nipote era simulato: sebbene non si dubitasse che in vita gli avesse voluto bene, comunque si era certi che fosse felice di essere divenuto re al suo posto. Malipiero riferisce invece dati più sconcertanti, ossia che Ferrandino non aveva potuto sopportare che lo zio gli sedesse accanto, ma fa in verità confusione poiché egli stesso aveva attribuito in precedenza quest'azione ad Alfonso II: durante una cerimonia religiosa a Taranto, nella chiesa erano state predisposte due sedie; quando Alfonso seppe che la seconda sedia era per il fratello Federico, con un calcio la buttò giù dal palco, "mostrando sdegno che l'havesse vogiuo esser so equal", e per umiliarlo volle che fosse Federico stesso ad abbassarsi per togliergli gli speroni dagli stivali. Da altre fonti si conosce un episodio per cui una volta Federico, "per aver detto che il regno toccava a lui, fu preso da Alfonso presso Altamura per la zazzera" e, trascinato giù da cavallo, ne "ebbe boffettoni e schiaffi". 

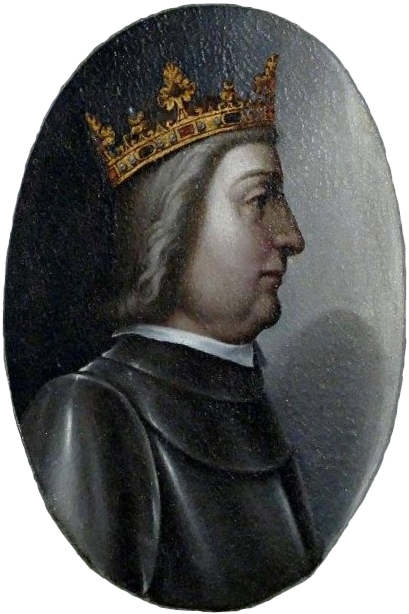
Ritratto molto postumo di Ferrandino, sul baule contenente le sue spoglie nella Chiesa di San Domenico Maggiore, Napoli.

## Aspetto e personalità
Fin dall'infanzia Ferrandino fu avviato alle arti del corpo come dell'intelletto, difatti le fonti coeve, fra le quali anche Baldassare Castiglione, ce lo descrivono come agile e ben disposto nella persona, abilissimo nel salto, nella corsa, nel volteggio, nell'armeggiare e nell'equitazione, come pure nelle giostre e nei tornei, competizioni nelle quali riportava sempre il primo onore. Ciò nondimeno, è descritto altrettanto come modesto: "ut moris suis erat, ché né di prosperitate si allegrava, né di tristizia se turbava, ylari fronte ombibus referebat gratias"

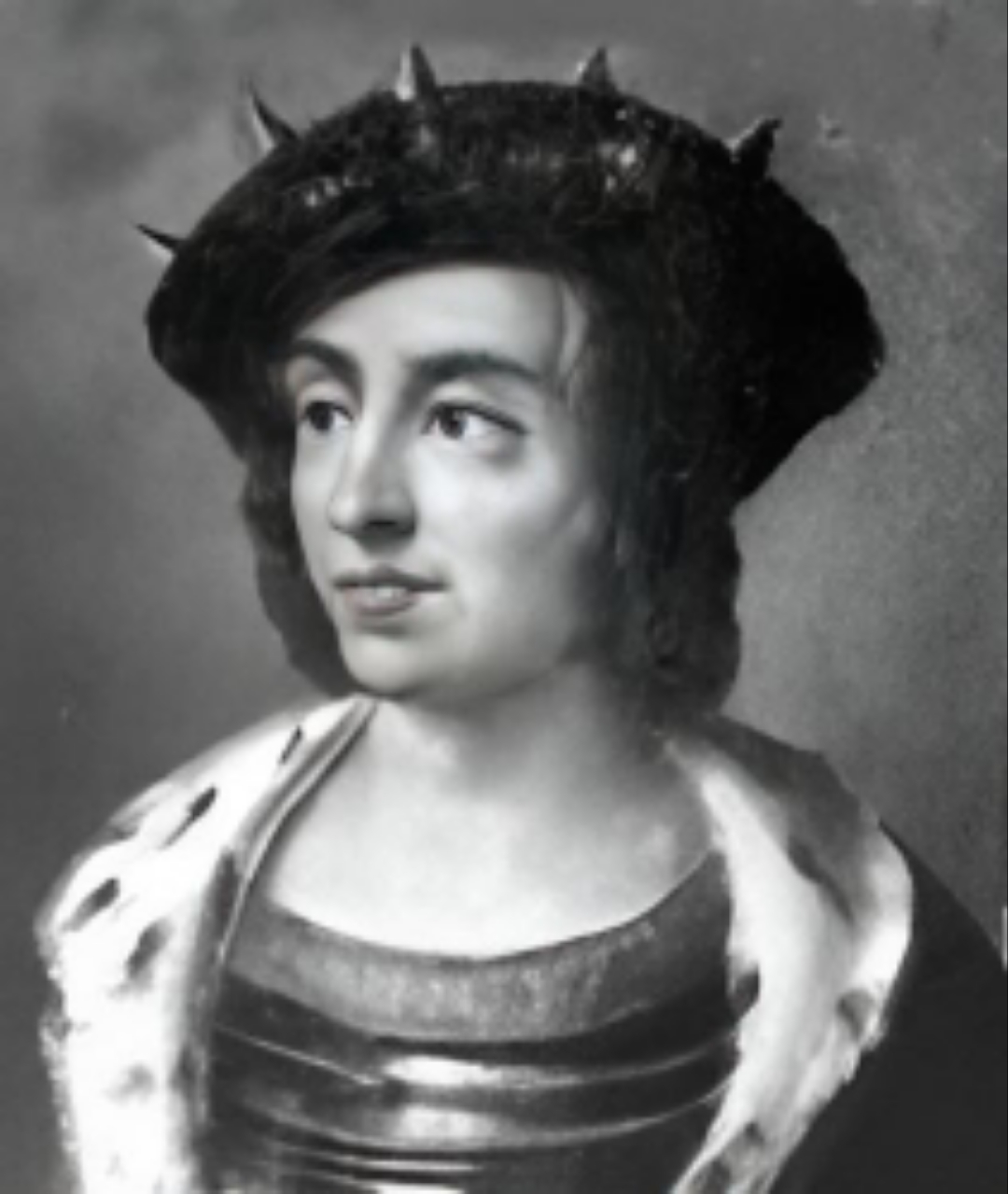
Presunto ritratto di re Ferrandino. Per le evidenti somiglianze con l'incisione cinquecentesca, è con ogni probabilità su questo ritratto che Aliprando Caprioli si basò per realizzarla, o viceversa.

Ferrandino era valoroso, di costumi reali, amorevole, liberale e clemente. Vincenzo Calmeta lo chiama "principe de alto animo e dotato de tutte quelle gratie che la Natura e l'accidente possono donare". Il Cariteo ne dice: « Dell'intrepido cor simile al padre, d'umanità alla madre ».
(Girolamo Piruli, Annali.)
(Camillo Porzio, La congiura dei baroni.)
(Cronaca di Antonio Grumello Pavese.)
Di tanti storici e cronisti coevi, tutti ne tessono unanimemente le lodi: perfino gli stessi nemici non trovano di che parlarne male. Emblematico il caso di Filippo di Comines che, dopo avere abbondantemente dissertato sopra ai vizi e alle cattiverie del padre e del nonno, non avendo altro cui appigliarsi, raccoglie quella voce diffusa tra i francesi per cui Ferrandino, in verità, fingesse d'essere buono, ma solo perché ne aveva bisogno, non considerando il fatto che questa sua bontà d'animo si fosse manifestata fin dall'adolescenza, quando certo non aveva bisogno di fingere: 
(Filippo de Commynes, Memorie.)

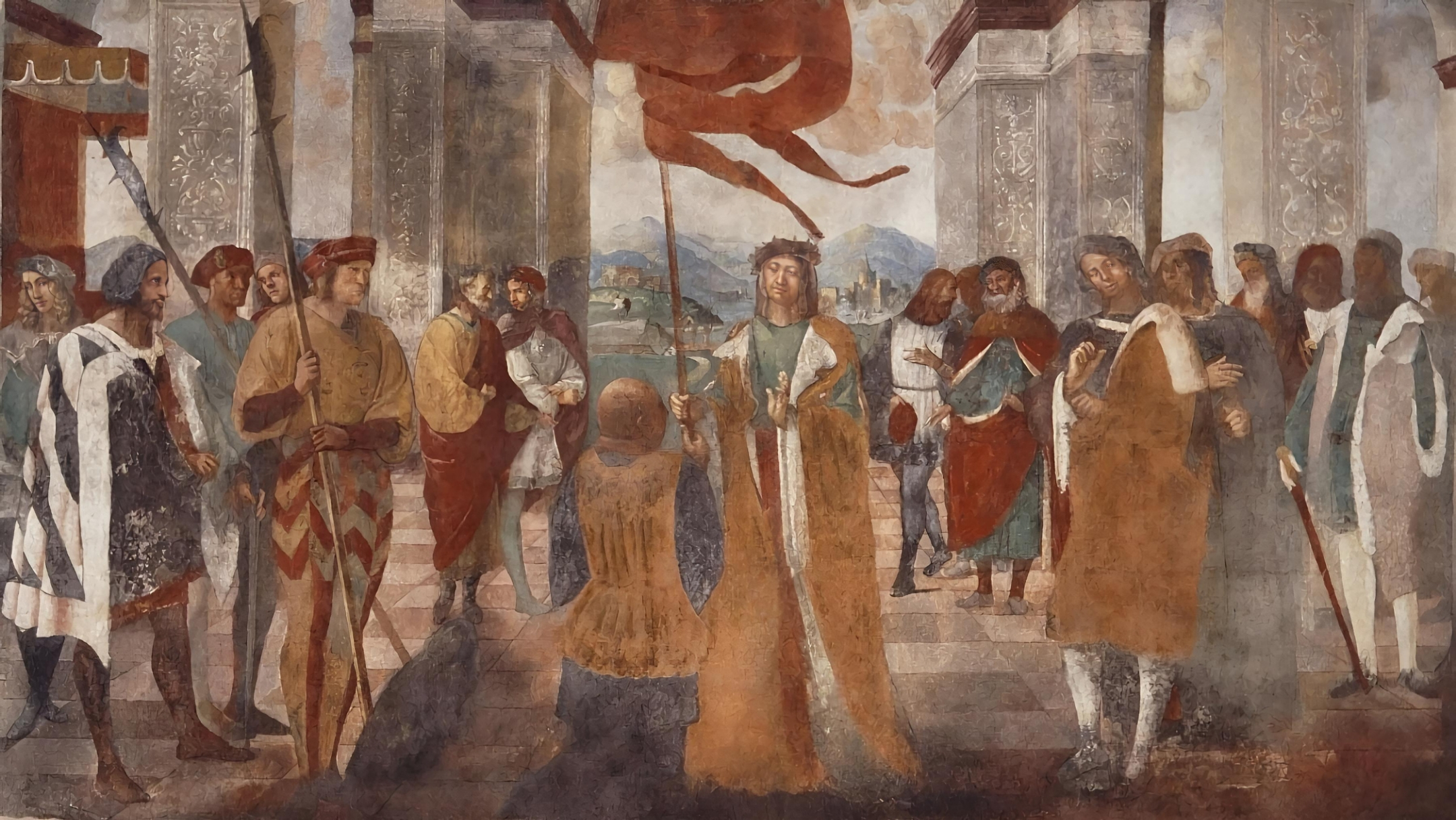
Re Alfonso II consegna uno stendardo a Niccolò Orsini. Affresco attribuito a Girolamo Romanino e datato 1508-1509. È anche possibile, considerata la datazione tarda e la somiglianza nei lineamenti con gli altri ritratti postumi di Ferrandino, che per la raffigurazione del padre sia stato preso a modello un ritratto del figlio, o che - considerata la giovane età del soggetto affrescato - voglia raffigurare effettivamente Ferrandino e non già il padre.

Fisicamente fu un giovane di bell'aspetto, aitante nella persona, con occhi vivaci, testa alta, largo petto, asciutto e muscoloso. Proprio a proposito di questa curiosa tendenza a tenere la testa alta, riferisce il Castiglione che caratteristico di Ferrandino era lo "spesso alzar il capo, torzendo una parte della bocca, il qual costume il re aveva contratto da infirmità", pur non specificando di quale malattia si fosse trattato. Riferisce altresì che sapendo d'essere "dispostissimo" di corpo, "ben pigliava le occasioni re Ferrando di spogliarsi talor in giuppone", mentre "perché non avea troppo bone mani, rare volte, o quasi mai, non si cavava i guanti".
(Marin Sanudo il Giovane, Diarii.)
Fu parimenti coltivato nelle arti letterarie, avendo avuto come maestri Gabriele Altilio e Aulo Giano Parrasio, e difatti si dilettava di comporre nel tempo libero poesie e strambotti. Uno ne scrisse per esempio a un proprio suddito, il quale si doleva della sua partenza da Napoli, probabilmente nei drammatici giorni dell'invasione francese:
chi se 'nde allegra, e ride a chi li piace,

chi se 'nde dole e chi se 'nde lamenta,

chi se 'nde aflige e chi se 'nde desface.

Chi tira in questo affanno e chi m'alenta,

chi se 'nde dole e chi se 'nde despiace.

La misera arma mia che se tormenta

in questo fuoco se consuma e tace.»
(Ferrandino d'Aragona, strambotto.)
Per un certo periodo usò il motto eterno danno con eterna gloria.

## Avventure amorose
A differenza del padre e del nonno, Ferrandino non era solito tenere presso di sé amanti fisse, e difatti non si conosce l'esistenza di suoi figli illegittimi; tuttavia come il nonno e come il padre ebbe costumi sessuali molto liberi. A riprova della sua prestanza fisica, come pure del favore di cui egli godeva presso le donne, è noto un episodio verificatosi nel corso del settembre 1494, mentre Ferrandino, allora duca di Calabria, era accampato presso la città di Cesena.

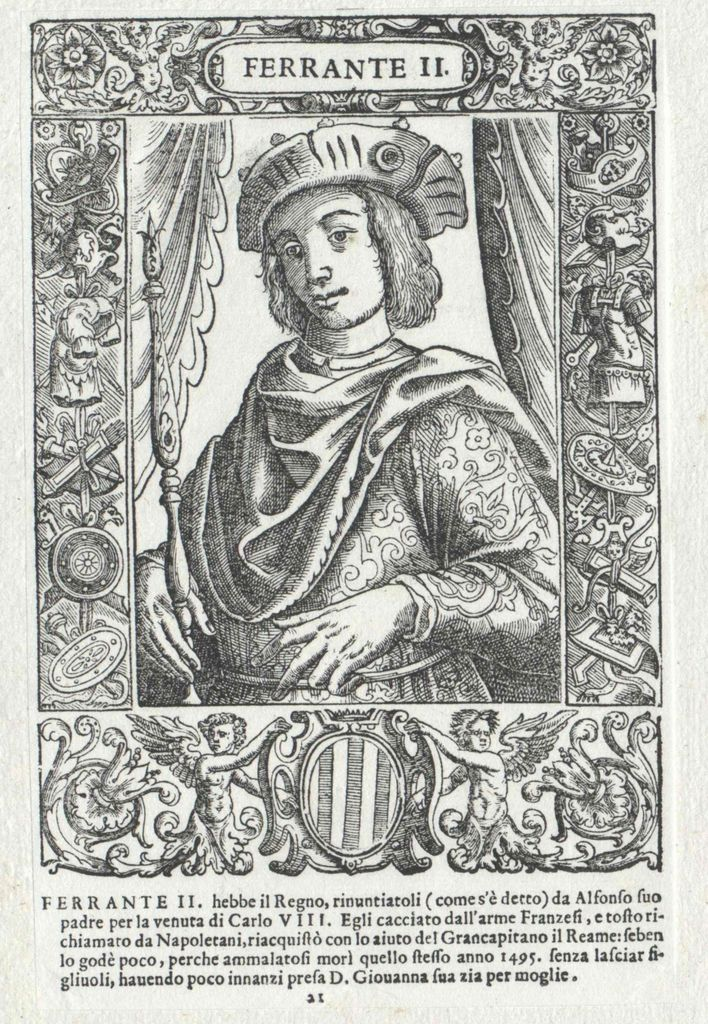
Incisione postuma di Ferrandino, 1600-1700 circa.

L'avvenimento è riportato in una lettera datata 4 ottobre di Bernardo Dovizi da Bibbiena a Piero il Fatuo: la nobildonna Caterina Gonzaga, follemente innamoratasi di Ferrandino dopo aver ammirato, quattro anni addietro, un suo ritratto, mandò un mezzano di nome Mattio a parlargli onde combinare un incontro. Ferrandino, com'è ragionevole, restò inizialmente in dubbio che potesse trattarsi di un complotto ai suoi danni e che la donna volesse avvelenarlo attraverso il coito, dunque la fece attendere qualche giorno, informandosi frattanto circa la sua identità, prima di convincersi ch'era sciocco da parte propria dubitare di qualche pericolo e di acconsentire. Fingendo di uscire a caccia, egli si recò in gran segreto in una casa di campagna dove l'attendeva la donna e dove "consumò el sancto matrimonio con grandissima dolcezza dell'una parte et dell'altra". Il Dovizi, che si mostra assai scettico sulla sincerità dell'amore professato dalla donna, non manca di scrivere le proprie impressioni a Piero il Fatuo, giudicando che Caterina dovesse forse avere sentito parlare in giro delle notevoli dimensioni del membro virile di Ferrandino, che egli descrive in termini entusiastici come "assai horrevole" (ovvero sia "onorevole"), e che dunque più che dall'amore fosse spinta dalla lussuria. Seguirono poi pochi altri incontri, fino alla totale perdita di interesse da parte di Ferrandino, conseguentemente alla scoperta che la donna fosse già stata amante di Piero il Fatuo.
Certamente Ferrandino era consapevole delle proprie qualità fisiche e non le sfruttò solamente per il proprio personale tornaconto, bensì anche per quelle questioni politico-diplomatiche che potevano giovare allo Stato: scrive infatti sempre il solito Dovizi che, nel presentarsi a Forlì alla contessa Caterina Sforza, della quale ricercava l'alleanza nella guerra contro i francesi, Ferrandino "vi andò attillato et alla napoletana pulitamente abbigliato". Sapeva infatti che la contessa Caterina nutriva una vera e propria passione nei confronti degli uomini di bell'aspetto e probabilmente sperava così di accattivarsene l'amicizia. Il tentativo, forse, ebbe un certo successo, in quanto il Dovizi, in un linguaggio appositamente enigmatico, prosegue dicendo che sebbene a Ferrandino la contessa non fosse fisicamente piaciuta poi molto, nondimeno "si strinsono le mani grattando et che notò al medesimo tempo assai sfavillamenti di ochi et ristringnimenti di spalla", inoltre il castellano Giacomo Feo, allora giovane amante della stessa contessa, se ne mostrò parecchio geloso, difatti Ferrandino e Caterina "stettono circa II hore insieme ma videntibus omnibus, ché il Pheo la vuole per sé".

## Nella cultura di massa
- Il personaggio Ferdinando dell'opera teatrale di William Shakespeare La tempesta è basato sulla figura storica di Ferrandino.[66]
- Nella serie televisiva canadese del 2011-2013 I Borgia, Ferrandino è impersonato dall'attore svedese Matias Varela.

## Ascendenza
|                         |                   |                           | Genitori                      |  |  | Nonni |  |  | Bisnonni            |  |  | Trisnonni               |  |
|                         |                   |                           |                               |  |  |       |  |  | Alfonso V d'Aragona |  |  | Ferdinando I di Aragona |  |
|                         |                   |                           |                               |  |  |       |  |  | Alfonso V d'Aragona |  |  | Ferdinando I di Aragona |  |
|                         |                   | Eleonora d'Alburquerque   |                               |  |  |       |  |  | Alfonso V d'Aragona |  |  |                         |  |
| Ferdinando I di Napoli  |                   |                           |                               |  |  |       |  |  | Alfonso V d'Aragona |  |  |                         |  |
|                         |                   | Gueraldona Carlino        | Enrico Carlino                |  |  |       |  |  |                     |  |  |                         |  |
|                         |                   | Gueraldona Carlino        | Enrico Carlino                |  |  |       |  |  |                     |  |  |                         |  |
|                         |                   | Gueraldona Carlino        | Isabella Carlino              |  |  |       |  |  |                     |  |  |                         |  |
| Alfonso II di Napoli    |                   | Gueraldona Carlino        |                               |  |  |       |  |  |                     |  |  |                         |  |
|                         |                   | Tristano di Chiaromonte   | Deodato II di Clermont-Lodève |  |  |       |  |  |                     |  |  |                         |  |
|                         |                   | Tristano di Chiaromonte   | Deodato II di Clermont-Lodève |  |  |       |  |  |                     |  |  |                         |  |
|                         |                   | Tristano di Chiaromonte   | Isabella di Roquefeuil        |  |  |       |  |  |                     |  |  |                         |  |
| Isabella di Chiaromonte |                   | Tristano di Chiaromonte   |                               |  |  |       |  |  |                     |  |  |                         |  |
|                         |                   | Caterina Orsini del Balzo | Raimondo Orsini del Balzo     |  |  |       |  |  |                     |  |  |                         |  |
|                         |                   | Caterina Orsini del Balzo | Raimondo Orsini del Balzo     |  |  |       |  |  |                     |  |  |                         |  |
|                         |                   | Caterina Orsini del Balzo | Maria d'Enghien               |  |  |       |  |  |                     |  |  |                         |  |
| Ferdinando II di Napoli |                   | Caterina Orsini del Balzo |                               |  |  |       |  |  |                     |  |  |                         |  |
|                         | Giacomo Attendolo | Giovanni Attendolo        |                               |  |  |       |  |  |                     |  |  |                         |  |
|                         | Giacomo Attendolo | Giovanni Attendolo        |                               |  |  |       |  |  |                     |  |  |                         |  |
|                         | Giacomo Attendolo | Elisa Petraccini          |                               |  |  |       |  |  |                     |  |  |                         |  |
| Francesco Sforza        | Giacomo Attendolo |                           |                               |  |  |       |  |  |                     |  |  |                         |  |
|                         |                   | Lucia Terzani             | …                             |  |  |       |  |  |                     |  |  |                         |  |
|                         |                   | Lucia Terzani             | …                             |  |  |       |  |  |                     |  |  |                         |  |
|                         |                   | Lucia Terzani             | …                             |  |  |       |  |  |                     |  |  |                         |  |
| Ippolita Maria Sforza   |                   | Lucia Terzani             |                               |  |  |       |  |  |                     |  |  |                         |  |
|                         |                   | Filippo Maria Visconti    | Gian Galeazzo Visconti        |  |  |       |  |  |                     |  |  |                         |  |
|                         |                   | Filippo Maria Visconti    | Gian Galeazzo Visconti        |  |  |       |  |  |                     |  |  |                         |  |
|                         |                   | Filippo Maria Visconti    | Caterina Visconti             |  |  |       |  |  |                     |  |  |                         |  |
| Bianca Maria Visconti   |                   | Filippo Maria Visconti    |                               |  |  |       |  |  |                     |  |  |                         |  |
|                         |                   | Agnese del Maino          | Ambrogio del Maino            |  |  |       |  |  |                     |  |  |                         |  |
|                         |                   | Agnese del Maino          | Ambrogio del Maino            |  |  |       |  |  |                     |  |  |                         |  |
|                         |                   | Agnese del Maino          | ?...Negri                     |  |  |       |  |  |                     |  |  |                         |  |
|                         |                   | Agnese del Maino          |                               |  |  |       |  |  |                     |  |  |                         |  |